# Chabola de la Hechicera
Chabola de la Hechicera (en euskera: Sorginaren Txabola) es un dolmen de corredor situado en la localidad alavesa de Elvillar, localizado en la comarca de Rioja Alavesa, País Vasco (España). Es uno de lo dólmenes más importantes del País Vasco y de los mayores y mejor conservados de la zona. Forma parte del Conjunto Monumental Dólmenes de las tierras bajas del Territorio Histórico de Álava con un grado calificado de protección.
Fue descubierto en 1935 por Álvaro de Gortázar y Carlos Sáenz de Tejada y estudiado por José Miguel Barandiaran al año siguiente. Se han encontrado restos humanos y diferentes piezas pertenecientes a sus ajuares cuyo estudio permite datar al monumento entre el Calcolítico (o Neolítico final), hace unos 5.000 años y la Edad del Bronce, hace unos 3.000 años, aunque también hay algún resto romano.
Según relata el propio Barandiaran, el dolmen recibía el nombre de "Chabola de los Encantos" o "Chabola de las Hechicera" por parte de los vecinos de Elvillar porque en la mañana de San Juan se oían canciones que provenían del lugar sin que se vieran a nadie allí. Los vecinos decían que era una hechicera quien las cantaba y que quienes iban allí, o miraba, se convertían en piedras y formaban parte del monumento megalítico. También dicen que se le oía pregonar quincalla.

## Descripción
El dolmen Chabola de la Hechicera es un dolmen de cámara, corredor y túmulo de grandes dimensiones. La cámara sepulcral, de planta poligonal realizada con 9 ostratos de arenisca, mide 4 metros por 3.80 metros con una altura de 2.70 metros y conserva la losa de cubierta adintelada que apoya en los tres ostratos mayores, que se reinstituyó en su lugar en la última restauración (la losa estaba partida en tres pedazos). El corredor, de forma rectangular, está formado por 5 estratos, también de arenisca, que conforman un espacio de 1.10 metros de anchura y 1.5 metros de altura y una longitud de unos 6 metros. El pasillo está dividido por una losa transversal que crea dos estancias diferenciadas. El túmulo, de grandes dimensiones, se conservada parcialmente y fue restaurado, respetando la técnica original imbricado las piedras en la acción llevada a cabo en 2014.
En las diferentes campañas de excavación que se han realizado en el monumento funerario se han hallado los restos de 39 individuos allí inhumados y de sus ajuares. Se encontraron numerosos objetos, además de restos humanos: hachas, trozos de cerámica entre los que destaca un vaso campaniforme del tipo cienpozuelos, aros, un ídolo espátula de hueso, etc. De su estudio y datación se ha deducido que el monumento se mantuvo en uso durante los periodos Calcolítico, Eneolítico, Edad del Bronce y romano.

## Historia

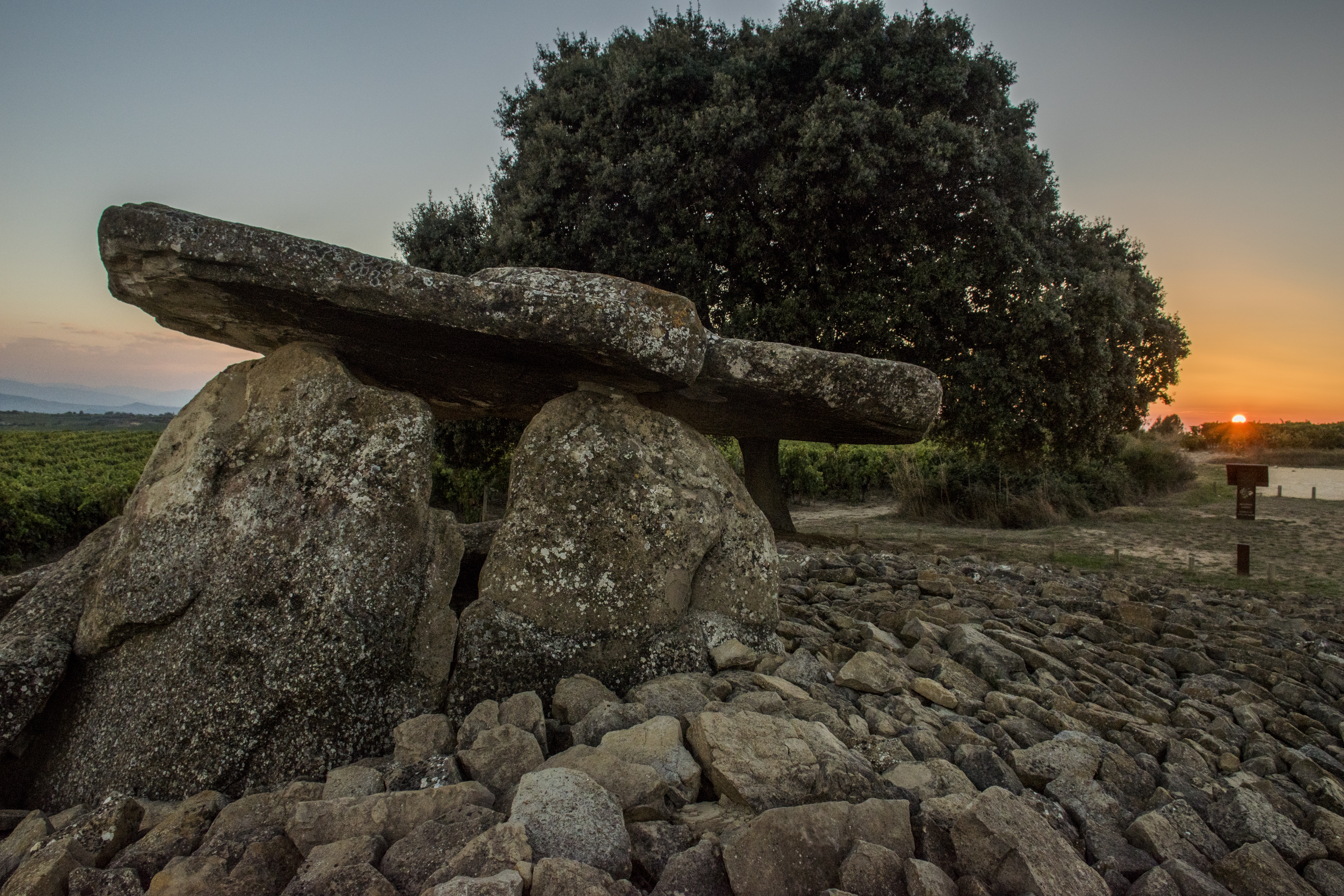
Dolmen de la Chabola de la Hechicera

En 1935 Álvaro de Gortázar, vecino de Laguardia y fundador de la Sociedad de Amigos de Laguardia, descubrió el monumento funerario que puso en conocimiento de José Miguel de Barandiaran quien en junio de 1936 realiza el primer sondeo del yacimiento paleolítico recuperando varias piezas que se depositan en el museo que la Sociedad de Amigos de Laguardia tiene en esa localidad. En ese primer estudio acompañaron a Barandiaran Sáenz de Tejada, Gortázar y Constancio Marauri, cura del Elvillar en cuya casa se hospeda Barandiaran. Con ayuda de varias personas de Elvillar hallan restos humanos y algunas piezas entre las que destacan restos de cerámica y una hachita de piedra pulimentada. Los trabajo se extiendo por tres días y lo hallado, debidamente etiquetado y catalogado, quedó depositado en el museo de Amigos de Laguardia, y luego fueron trasladado al Museo Arqueológico de Vitoria.
Tras la guerra civil, en 1947, se realiza un estudio en el que participan Álvaro de Gortázar, Carlos Sáenz de Tejada y Domingo Fernández Medrano. En 1974 fue realizada una primera intervención de restauración a cargo de Juan María Apellániz y entre los años 2010 y 2014 el Servicio de Museos y Arqueología de la Diputación Foral de Álava encargó a los arqueólogos de Javier Fernández Eraso y a José Antonio Mujika Alustiza, ambos profesores de la Universidad del País Vasco, una campaña de estudio y restauración. En el transcurso de dicha campaña se llevaron a cabo labores de restauración y se reconstruyó el túmulo manteniendo la técnica original imbricado las piedras de manera que se sostienen una con otra sin necesidad de añadir un encintado de grandes piedras para sujetarlo. Se halló identificó y señaló un espacio ritual a la entrada, antes del corredor y se consolidó la cámara funeraria.
El 26 de julio de 2011 fue declarado, mediante el Decreto 183/2011, de 26 de julio, bien cultural en la categoría de monumentos junto con el resto de dólmenes que forman el Conjunto Monumental "Dólmenes de las tierras bajas del Territorio Histórico de Álava".

## El aquelarre
En la noche de entre el 14 y el 15 de agosto, en las fiestas de patronales de Elvillar celebradas en honor a Nuestra Señora de la Asunción (15 de agosto) y de San Roque (16 de agosto) se celebra el evento denominado Akelarre el cual, inicialmente, se realizaba en el dolmen la Chabola de la Hechicera pero que, por razones logísticas, de reubicó en la plaza del pueblo y es el acto de inicio de las fiestas. El "Akelarre" está basado en la leyenda de unas brujas que vivían en el dolmen y que fueron juzgadas por la Santa Inquisición y ejecutadas quemadas en la hoguera auto conocido como el Proceso de Logroño de 1610.
El espectáculo es una puesta en escena popular en que se muestra, en un primer acto, el la vida tradicional del pueblo que es rota por una serie de danzas cuya coreografía gira en torno a la figura del macho cabrío, que aparece representado sobre zancos en mitad del grupo de danzantes y baila en el centro de un gran corro formado por las brujas en el aquelarre y se va ampliando con la participación del resto del elenco y el público hasta que en un momento dado, desde el campanario de la iglesia que preside la plaza, baja una bruja hasta el ayuntamiento llegando hasta el corro y dando las fiestas patronales como iniciadas.